# 44 Minutos
44 Minutos (em inglês:  44 Minutes: The North Hollywood Shoot-Out) é um telefilme estadunidense de 2003, dos gêneros policial e de ação, dirigido por Yves Simoneau, com roteiro de Tim Metcalfe, baseado na história real do tiroteio de North Hollywood, ocorrido em 28 de fevereiro de 1997.

## Sinopse
Dois assaltantes invadem um banco em North Hollywood, nos Estados Unidos, equipados com uniforme militar completo, coletes a prova de balas e portando poderosos rifles AK-47. Para aumentar o pânico e completar o clima de tensão, a dupla começa a disparar tiros contra a multidão e policiais que do lado de fora tentavam contornar o conflito, revelando a bravura de dezenas de dedicados oficiais da lei dispostos a impedir o que poderia resultar num terrível massacre de inocentes.

## Elenco
- Michael Madsen ... Frank McGregor
- Ron Livingston ... Donnie Anderson
- Ray Baker ... Harris
- Douglas Spain ... Bobby Martinez
- Andrew Bryniarski ... Larry Eugene Phillips Jr.
- Oleg Taktarov ... Emil Mătăsăreanu
- Clare Carey ... esposa de Frank
- Alex Meneses ... Nicole
- Dale Dye ... tenente da Swat
- Katrina Law ... Kate
- J.E. Freeman ... comandante policial
- Mario Van Peebles ... Henry Jones
- Jullian Dulce Vida ... Luis Rivera